# Heads of Agreement
Heads of Agreement foi um documento de 1981 propondo uma solução para a reivindicação guatemalteca do território belizenho. Criado em fevereiro e assinado em 11 de março de 1981 em Londres, na Inglaterra, o acordo buscava propor futuras bases para negociações entre Reino Unido, Belize e Guatemala sobre a disputa. A rejeição do documento criou uma crise de segurança nacional em Belize entre março e abril de 1981. O governador declarou estado de emergência em 3 de abril; tentativas subsequentes de usar os Heads of Agreement como um projeto falharam e os britânicos resolveram conceder a independência de Belize. A proclamação da independência ocorreu em 21 de setembro de 1981.

## Contexto
A Guatemala há muito reivindicava o território de Belize como seu, citando o direito de uti possidetis juris através do domínio da Espanha. Em 1980, as Nações Unidas exigiram uma resolução satisfatória para a reivindicação e a independência de Belize antes do final de 1981. Uma rodada de negociações começou em janeiro de 1981, da qual surgiram os Heads of Agreement.

## Cláusulas
As clausulas do documento:
1. O Reino Unido e a Guatemala reconhecerão o Estado independente de Belize como parte integrante da América Central e respeitarão sua soberania e integridade territorial de acordo com suas fronteiras existentes e tradicionais, sujeitas, no caso da Guatemala, ao cumprimento dos tratados necessários para dar efeito a estes Heads of Agreement.
2. À Guatemala serão concedidos os mares territoriais que assegurem o acesso permanente e desimpedido ao alto mar, juntamente com seus direitos sobre o fundo marinho.
3. A Guatemala terá o uso e gozo dos Cayos Ranguana e Sapodilla, e direitos nas áreas do mar adjacentes aos Cayos, conforme convencionado.
4. A Guatemala terá direito a instalações portuárias gratuitas na Cidade de Belize e em Punta Gorda.
5. A estrada da cidade de Belize até a fronteira guatemalteca será melhorada; será concluída uma estrada de Punta Gorda até a fronteira guatemalteca. A Guatemala terá liberdade de trânsito nessas estradas.
6. Belize facilitará a construção de oleodutos entre a Guatemala e a cidade de Belize, Dangriga e Punta Gorda.
7. Nas áreas a serem acordadas, será celebrado um acordo entre Belize e Guatemala para fins de controle da poluição, navegação e pesca.
8. Haverá áreas do fundo marinho e da plataforma continental a serem acordadas para a prospecção e exploração conjunta de minerais e hidrocarbonetos.
9. Belize e Guatemala acordarão certos projetos de desenvolvimento de benefício mútuo.
10. Belize terá direito a quaisquer instalações portuárias livres na Guatemala que correspondam a instalações similares fornecidas à Guatemala em Belize.
11. Belize e Guatemala assinarão um tratado de cooperação em assuntos de segurança de interesse mútuo e tampouco podem permitir que seu território seja usado para apoiar a subversão contra o outro.
12. Exceto conforme previsto nestes Heads of Agreement, nada nestas disposições prejudicará quaisquer direitos de interesses em Belize ou do povo belizenho.
13. O Reino Unido e a Guatemala celebrarão acordos destinados a restabelecer relações plenas e normais entre si.
14. O Reino Unido e a Guatemala tomarão as medidas necessárias para patrocinar a adesão de Belize às Nações Unidas, a Organização dos Estados Americanos, as organizações centro-americanas e outras organizações internacionais.
15. Uma Comissão conjunta será estabelecida entre Belize, Guatemala e Reino Unido para elaborar detalhes para dar efeito às disposições acima. Preparará um tratado ou tratados para assinatura pelos signatários desses Heads of Agreement.
16. A controvérsia entre o Reino Unido e a Guatemala sobre o território de Belize será, portanto, honrosamente e definitivamente encerrada.

## Recepção em Belize
A divulgação do documento provocou forte repúdio e clamor público. A oposição belizenha coordenou uma greve nacional e manifestações. Houve protestos violentos, comícios e greves de funcionários públicos que levaram a um breve estado de emergência. O governo insistiu em vão que nada tinha sido acordado.

## Negociações falhadas
Com o abrandamento dos distúrbios de março e abril, as negociações começaram em 20 de maio de 1981 em Nova York. Os ministros belizenhos C.L.B. Rogers, V.H. Courtenay e Assad Shoman representaram Belize. A oposição (representada pelo Partido Democrático Unido), alegando que eles haviam sido ignorados e insultados, recusou-se a comparecer. Esta primeira rodada de negociações não produziu resultados.
Uma segunda rodada começou no início de julho, depois que o Partido Democrático Unido se reuniu com o secretário de Relações Exteriores britânico, Nicholas Ridley. Novamente, não houve um acordo claro e os britânicos resolveram conceder a independência de Belize e concordar em defender o território. A proclamação da independência do país em 21 de setembro de 1981 foi assinada em 26 de julho de 1981.